# Rosenborg Ballklub 2000
Questa pagina raccoglie le informazioni riguardanti  il Rosenborg Ballklub nelle competizioni ufficiali della stagione 2000.

## Stagione
Il Rosenborg cominciò la stagione da campione in carica. La squadra si confermò campione senza che il suo dominio fosse mai stato effettivamente a rischio, mantenendo sempre un certo vantaggio sulle inseguitrici. Non fu altrettanto positiva l'avventura nelle coppe, dove il Rosenborg fu eliminato dallo Strindheim.
In Champions League, la squadra dovette superare due turni preliminari: gli scandinavi si sbarazzarono agevolmente dello Shelbourne e del Dunaferr: nella prima fase a gironi, il gruppo F fu composto da Rosenborg, Paris Saint-Germain, Bayern Monaco e Helsingborg. I bianconeri si classificarono al terzo posto, venendo retrocessi in Coppa UEFA: il sorteggio li vide contrapposti agli spagnoli del Deportivo Alavés, che ebbero la meglio nel doppio confronto.
In estate, ci fu la partenza di due stelle della squadra, che si misero in luce al campionato d'Europa 2000: André Bergdølmo e John Carew lasciarono infatti Trondheim, accasandosi rispettivamente ad Ajax e Valencia.

## Rosa
| N. |                     | Ruolo | Calciatore          |
| -- | ------------------- | ----- | ------------------- |
| 1  | Norvegia (bandiera) | P     | Jørn Jamtfall       |
| 2  | Norvegia (bandiera) | D     | André Bergdølmo     |
| 2  | Norvegia (bandiera) | A     | Petter Belsvik      |
| 3  | Norvegia (bandiera) | D     | Erik Hoftun         |
| 4  | Norvegia (bandiera) | D     | Bjørn Otto Bragstad |
| 5  | Norvegia (bandiera) | D     | Christer Basma      |
| 6  | Norvegia (bandiera) | C     | Roar Strand         |
| 7  | Norvegia (bandiera) | C     | Ørjan Berg          |
| 8  | Norvegia (bandiera) | C     | Jan-Derek Sørensen  |
| 9  | Norvegia (bandiera) | A     | John Carew          |
| 9  | Norvegia (bandiera) | A     | Frode Johnsen       |
| 10 | Norvegia (bandiera) | A     | Bent Skammelsrud    |
| 11 | Norvegia (bandiera) | A     | Morten Knutsen      |
| 12 | Islanda (bandiera)  | P     | Árni Gautur Arason  |
| 14 | Norvegia (bandiera) | C     | Ole Johan Singsdal  |

| N. |                     | Ruolo | Calciatore        |
| -- | ------------------- | ----- | ----------------- |
| 14 | Ghana (bandiera)    | A     | Robert Boateng    |
| 15 | Norvegia (bandiera) | C     | Mads Skjærvold    |
| 16 | Norvegia (bandiera) | A     | Arne Winsnes      |
| 17 | Norvegia (bandiera) | A     | Børge Hernes      |
| 18 | Norvegia (bandiera) | A     | Øyvind Storflor   |
| 18 | Norvegia (bandiera) | C     | Christer George   |
| 19 | Norvegia (bandiera) | C     | Fredrik Winsnes   |
| 20 | Norvegia (bandiera) | D     | Bent Inge Johnsen |
| 21 | Norvegia (bandiera) | A     | Martin Høyem      |
| 21 | Norvegia (bandiera) | A     | Joachim Eriksen   |
| 21 | Norvegia (bandiera) | D     | Ståle Stensaas    |
| 22 | Norvegia (bandiera) | D     | Lasse Strand      |
| 23 | Norvegia (bandiera) | C     | Kenneth Storvik   |
| 24 | Norvegia (bandiera) | D     | Øyvind Svenning   |
| 26 | Norvegia (bandiera) | P     | Espen Isaksen     |

## Calciomercato
| Acquisti | Acquisti       | Acquisti     | Acquisti   |
| R.       | Nome           | da           | Modalità   |
| -------- | -------------- | ------------ | ---------- |
| A        | Petter Belsvik | Strømsgodset | definitivo |
| A        | Frode Johnsen  | Odd Grenland | definitivo |

| Cessioni | Cessioni           | Cessioni | Cessioni              |
| R.       | Nome               | a        | Modalità              |
| -------- | ------------------ | -------- | --------------------- |
| D        | André Bergdølmo    | Ajax     | definitivo (3 mln €)  |
| C        | Ole Johan Singsdal | Byåsen   | prestito              |
| A        | John Carew         | Valencia | definitivo (20 mln €) |
| A        | Øyvind Storflor    | Byåsen   | prestito              |

## Risultati

### Campionato

#### Girone di andata
| Arbitro: | Hauge |

|  |           |                            |
|  | Marcatori | 58’ Skammelsrud 61’ Hoftun |

| Arbitro: | Pedersen |

|                                              |           |                                                    |
| Carew 40’ Carew 47’ Knutsen 78’ Sørensen 90’ | Marcatori | 1’ El Fakiri 25’ Helstad 70’ El Fakiri 61’ Helstad |

| Arbitro: | Øvrebø |

|  |           |                     |
|  | Marcatori | 41’ Carew 90’ Carew |

| Arbitro: | Olsen |

|  |           |               |
|  | Marcatori | 8’ Hasselgård |

| Arbitro: | Skjerven |

|  |           |           |
|  | Marcatori | 68’ Carew |

| Arbitro: | Skjervold |

|                                           |           |              |
| Berg 9’ Knutsen 17’ Knutsen 41’ Carew 85’ | Marcatori | 8’ Blomquist |

| Arbitro: | Staberg |

|                       |           |  |
| Carew 3’ Sørensen 15’ | Marcatori |  |

| Arbitro: | Hauge |

|                |           |                                     |
| Hofstædter 79’ | Marcatori | 14’ Knutsen 61’ Carew 90’ L. Strand |

| Arbitro: | Øvrebø |

|           |           |                 |
| Carew 72’ | Marcatori | 69’ Guðmundsson |

| Arbitro: | Skjerven |

|  |           |                                     |
|  | Marcatori | 24’ Bragstad 76’ Basma 90’ Storflor |

| Arbitro: | Pedersen |

|                            |           |            |
| Skammelsrud 3’ Johnsen 53’ | Marcatori | 45’ Rekdal |

| Arbitro: | Ditlefsen |

|                                         |           |                                        |
| Bjørnsen 1’ Karlsbakk 43’ Karlsbakk 46’ | Marcatori | 8’ Skammelsrud 49’ Winsnes 53’ Johnsen |

| Arbitro: | Skjerven |

|                                                                  |           |               |
| Johnsen 10’ Knutsen 51’ Winsnes 61’ Skammelsrud 66’ Stensaas 72’ | Marcatori | 65’ Juliussen |

#### Girone di ritorno
| Arbitro: | Ditlefsen |

|                                   |           |  |
| Johnsen 31’ Hernes 69’ Hernes 75’ | Marcatori |  |

| Arbitro: | Pedersen |

|               |           |            |
| Basma (AG) 1’ | Marcatori | 10’ Strand |

| Arbitro: | Staberg |

|                         |           |                 |
| Belsvik 49’ Johnsen 70’ | Marcatori | 75’ Hernes (AG) |

| Arbitro: | Øvrebø |

|  |           |               |
|  | Marcatori | 33’ R. Strand |

| Arbitro: | Olsen |

|               |           |                         |
| R. Strand 88’ | Marcatori | 45’ Nevland 63’ Berland |

| Arbitro: | Ditlefsen |

|            |           |                                     |
| Ystaas 47’ | Marcatori | 1’ Johnsen 63’ Sørensen 75’ Winsnes |

| Arbitro: | Skjervold |

|  |           |                                      |
|  | Marcatori | 23’ Sørensen 53’ Stensaas 76’ Hoftun |

| Arbitro: | Hauge |

|               |           |                       |
| R. Strand 28’ | Marcatori | 20’ Nyan 88’ Ottosson |

| Arbitro: | Hauge |

|                            |           |  |
| Hansen 25’ Guðmundsson 71’ | Marcatori |  |

| Arbitro: | Hauge |

|                         |           |              |
| Johnsen 59’ Johnsen 61’ | Marcatori | 28’ Sæternes |

| Arbitro: | Olsen |

|                       |           |                            |
| Viikmäe 8’ Rekdal 47’ | Marcatori | Skammelsrud 9’ Knutsen 53’ |

| Arbitro: | Kamben |

| |           |  |
| R. Strand 4’ Skammelsrud 17’ Knutsen 30’ R. Strand 44’ Belsvik 60’ Belsvik 68’ Johnsen 76’ Belsvik 86’ Skammelsrud 89’ | Marcatori |  |

| Arbitro: | Hauge |

|            |           |            |
| Enerly 29’ | Marcatori | George 91’ |

### Coppa di Norvegia

#### Terzo turno
| Arbitro: | Sarheim |

|             |           |  |
| Høsøien 75’ | Marcatori |  |

### Champions League

#### Secondo turno preliminare
| Arbitro: | Dubrinov |

|           |           |                                 |
| Foran 75’ | Marcatori | 2’ Berg 14’ Winsnes 90’ Belsvik |

| Arbitro: | Busacca |

|          |           |           |
| Berg 80’ | Marcatori | 58’ Foran |

#### Terzo turno preliminare
| Arbitro: | Ouzounov |

|                       |           |                           |
| Legyél 80’ Tököli 87’ | Marcatori | 52’ R. Strand 86’ Knutsen |

| Arbitro: | Liba |

|                     |           |            |
| Berg 4’ Belsvik 48’ | Marcatori | 17’ Tököli |

#### Prima fase a gironi
| Arbitro: | Oğuz |

|                                      |           |              |
| Berg 18’ Johnsen 62’ Skammelsrud 90’ | Marcatori | 7’ Christian |

| Arbitro: | Fernández Marín |

|                                 |           |              |
| Jancker 73’ Élber 77’ Linke 79’ | Marcatori | 88’ Sørensen |

| Arbitro: | Wegereef |

|                                                                                   |           |           |
| Johnsen 21’ Johnsen 29’ R. Strand 51’ R. Strand 52’ Johansen (AG) 65’ Johnsen 80’ | Marcatori | 90’ Prica |

| Arbitro: | Ivanov |

|                        |           |  |
| Jansson 32’ Álvaro 77’ | Marcatori |  |

| Arbitro: | García-Aranda |

|                                                                              |           |                       |
| Déhu 16’ Christian 25’ Anelka 35’ Luccin 45’ Leroy 76’ Robert 87’ Anelka 90’ | Marcatori | 36’ George 38’ George |

| Arbitro: | Temmink |

|             |           |              |
| Johnsen 27’ | Marcatori | 88’ Jeremies |

### Coppa UEFA

#### Terzo turno
| Arbitro: | Strampe |

|            |           |             |
| Moreno 56’ | Marcatori | 79’ Johnsen |

| Arbitro: | Bré |

|                 |           |                                          |
| Skammelsrud 90’ | Marcatori | 18’ B. Johnsen (AG) 37’ Vučko 62’ Moreno |